# Busbanzá
Busbanzá è un comune della Colombia facente parte del dipartimento di Boyacá.
Il centro abitato venne fondato da Luis Enriquez nel 1602, mentre l'istituzione del comune è del 2 ottobre 1849.